# 掌天郡
掌天郡，中国南北朝时设置的郡。
南梁大同年间置，治所在西水县（今四川省南充市南部县西北）。属北巴州。西魏时改金迁郡。领西水一县。